# Bucayana
Bucayana is een geslacht van hooiwagens uit de familie Cranaidae.
De wetenschappelijke naam Bucayana is voor het eerst geldig gepubliceerd door Mello-Leitão in 1942. 

## Soorten
Bucayana is monotypisch en omvat slechts de volgende soort:
- Bucayana bucayana